# Laelia eos
Laelia eos är en fjärilsart som beskrevs av Erich Martin Hering 1926. Laelia eos ingår i släktet Laelia och familjen tofsspinnare. Inga underarter finns listade i Catalogue of Life.